# 路麟
路麟（1454年—？），字肇治，江西吉安府安福縣人，儒籍，明朝政治人物。

## 生平
江西鄉試第四名舉人。弘治三年（1490年）中式庚戌科會試第一百十二名，三甲第一百名進士。六年八月授翰林院检讨，侍诸王读书。後官王府長史。

## 家族
曾祖路世清，贈左參政；祖父路斐澳，遇例冠帶；父路元，母周氏。具庆下。